# Deseos de cosas imposibles
«Deseos de cosas imposibles» es el cuarto sencillo del grupo español La Oreja de Van Gogh de su disco Lo que te conté mientras te hacías la dormida (2003), Nuestra casa a la izquierda del tiempo (2009), y un dueto con Abel Pintos en Primera fila: La Oreja de Van Gogh (2013). El video del dueto con Abel Pintos ha superado las 300 millones de visualizaciones en YouTube.

## Historia
Habla del término de una relación. Ella, pese a la separación, sigue amando a su ex, aunque no puede decirle nada porque está lejos. Además, ambos parecen haber dejado muy zanjada la ruptura. De ahí la frase más conocida de la canción: "Me callo porque es más cómodo engañarse, me callo porque ha ganado la razón al corazón, pero pase lo que pase, y aunque otro me acompañe, en silencio te querré tan solo a ti"; Y es que ella guarda la esperanza de volverse a encontrar y reiniciar la relación. En esta canción se incluyen muchas metáforas haciendo referencia a cosas que ella hace por seguir junto al gran amor, como: "Igual que se espera como esperan en la Plaza de Mayo", "Igual que un poeta que decide trabajar en un banco". Además esta canción se incluye en el álbum Nuestra casa a la izquierda del tiempo, en una versión muy diferente a su versión original, es una versión acústica, además que tiene un final alternativo a la del tercer álbum de estudio de la banda:
"en silencio pensaré... tan solo en ti... (final de Lo que te conté mientras te hacías la dormida y Primera Fila)
"en silencio pensaré... que reír será un lujo que olvide, cuando te haya olvidado... (final de Nuestra casa a la izquierda del tiempo)
En el segundo final haciendo referencia a que podrá reír sincera y abiertamente sin darse cuenta de que lo hace y sin tener que fingirlo, porque todas sus risas eran para él.
Otra visión de la canción es la referente a dos personas que se quieren pero por motivos sociales no pueden tener una relación, posiblemente porque tienen ya su pareja y su vida y tienen que elegir entre lo que les manda la razón (estabilidad, familia, compromisos) frente a los deseos del corazón, que es amarse. Lo interesante de este tema es la cantidad de interpretaciones que tiene la canción, pero que nos lleva a la conclusión de que hay momentos en los que hay que elegir entre lo que nos dicta lo "razonable" y lo que nos demanda lo "deseable".

## Videoclip
En un principio el videoclip fue la canción en vivo (gira 2003), por la falta de un videoclip oficial, transformándose luego en el vídeo promocional de la canción. En un principio el grupo tuvo la idea de que una nube y lluvia fueran persiguiendo a Amaia durante el vídeo, mientras caminaba por la calle. Finalmente la idea se desechó por lo caro que resultaba realizarlo.
- Datos: Q5804091